# Силицид марганца
Силицид марганца — неорганическое соединение металла марганца и кремния с формулой MnSi,
серые кристаллы,
не растворимые в воде.

## Физические свойства
Силицид марганца образует серые кристаллы
кубической сингонии,
пространственная группа P 213,
параметры ячейки a = 0,4548 нм, Z = 4.
Не растворяется в воде.